# Hans Hofinger

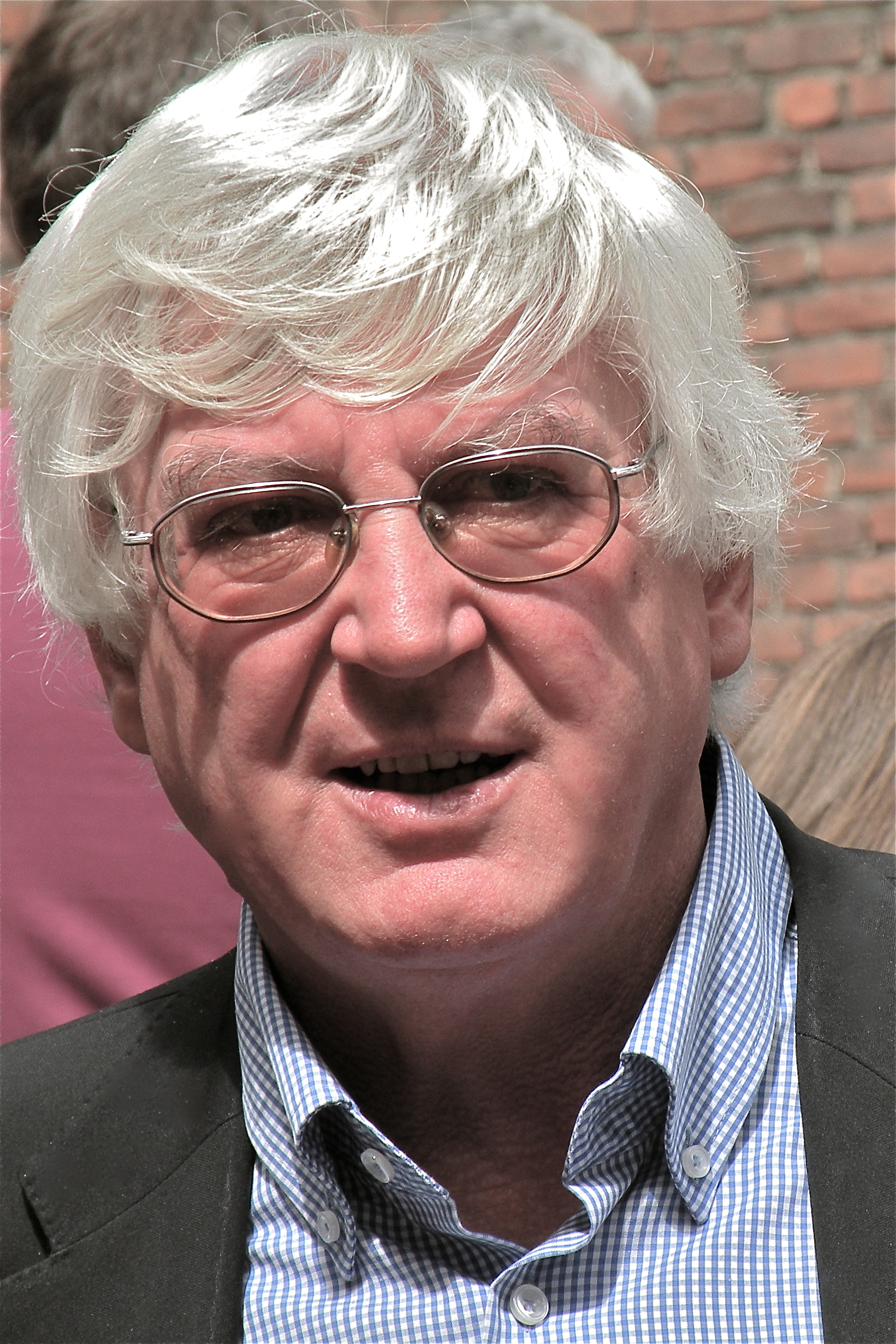
Hans Hofinger

Hans Hofinger (* 27. Februar 1950 in Straß im Attergau) ist ein österreichischer Jurist, Volkswirt und Wirtschaftspädagoge. Er war ab 1985 Verbandsanwalt sowie ab 2001 bis zur Pensionierung 2015 Vorstandsvorsitzender des Österreichischen Genossenschaftsverbandes. Von 2009 bis 2012 war er Aufsichtsratsvorsitzender der Österreichischen Volksbanken-Aktiengesellschaft.

## Leben
Hans Hofinger maturierte 1969 am Stiftsgymnasium Kremsmünster. Danach studierte er Rechtswissenschaften an der Universität Salzburg sowie Wirtschaftspädagogik und Volkswirtschaft an den Universitäten Linz, Innsbruck, St. Gallen und Wien. 1974 war er wissenschaftlich als Assistent am Institut für Verfassungs- und Verwaltungsrecht der Wirtschaftsuniversität Wien bei Robert Walter  tätig. Er promovierte 1973 in Salzburg zum Doktor jur., 1975 in Wien zum Magister rer. soc. oec. in Wirtschaftspädagogik und in Innsbruck in Volkswirtschaft und 1978 in Wien zum Doktor rer. soc. oec. in Volkswirtschaft. Seit 2017 absolviert er ein Masterstudium in Religionswissenschaften an der Universität Wien.
Von 1975 bis zu seinem Pensionsantritt am 28. Februar 2015 war Hans Hofinger mit kurzen Unterbrechungen im österreichischen Volksbankenverbund tätig, zunächst von 1975 bis 1978 in der Österreichischen Volksbanken-Aktiengesellschaft (VB-AG) als Mitarbeiter der Rechtsabteilung und dann bis 1984 als Leiter der Rechtsabteilung und des Vorstandssekretariats, dazwischen 1976 als Geschäftsführer der Volksbank Zwettl und 1982/1983 Vorstand und Geschäftsleiter der Volksbank Linz, ab 1. Jänner 1985 als Verbandsanwalt und Mitglied des Vorstandes sowie ab 1. August 2001 als Vorstandsvorsitzender des Österreichischen Genossenschaftsverbandes (Schulze-Delitzsch). Von 28. Mai 2009 bis 26. April 2012 war er Aufsichtsratsvorsitzender der Österreichischen Volksbanken-Aktiengesellschaft.
Auf internationaler Ebene wirkte Hans Hofinger ab 1992 als Vizepräsident (bzw. von 15. September 2000 bis 10. Oktober 2003 als Präsident) der in Brüssel ansässigen internationalen Vereinigung der Volksbanken, CIBP (Confédération International des Banques Populaires). Weiters gehört er dem Generalrat der Vereinigung der Genossenschaftsbanken in der Europäischen Union (Groupement) als Mitglied an.
Er übte zudem zahlreiche wesentliche Funktionen im Rahmen des Österreichischen Genossenschaftsverbandes und in Unternehmen der österreichischen Volksbanken Gruppe, in der Wirtschaftskammer Österreich, im universitären sowie in zahlreichen weiteren Bereichen aus. U.a. ist er auch Kapitelmitglied des Alten Ordens vom St. Georg. Hofinger ist seit 1982 Mitglied im Österreichischen Juristentag, seit 1985 Kuratoriumsmitglied der Österreichischen Bankwissenschaftlichen Gesellschaft (BWG).
Hofinger ist verheiratet.

## Auszeichnungen
Im Jahr 2000 wurde ihm mit Entschließung des Bundespräsidenten durch das Bundesministerium für Bildung, Wissenschaft und Kultur von Frau Bundesminister Elisabeth Gehrer der Berufstitel Professor verliehen.
Weitere Auszeichnungen:
- Ehrenzeichen in Gold (2000), Schulze-Delitzsch-Medaille in Gold am Bande (2005) und Großes Ehrenzeichen in Gold am Bande des Österreichischen Genossenschaftsverbandes (2015)
- Großes goldenes Ehrenzeichen „Pro Merito“ am Bande der Wirtschaftsuniversität Wien (2002)
- Großes Ehrenzeichen für Verdienste um die Republik Österreich (2006)
- Ehrenring des Konsumverbandes[3]
- Ehrenring der Wirtschaftsuniversität Wien (2012)[4]
- Ehrenurkunde der Stadtgemeinde Schladming (2015)
- Überreichung der Festschrift „Perspektiven für die Genossenschaftsidee“ zum 65. Geburtstag (2015)

## Publikationen
Hans Hofinger ist Verfasser zahlreicher Publikationen in den Bereichen Genossenschaftswesen, Bankwesen und Wirtschaftsethik.
Er ist Verleger und Gesellschafter im Karolinger Verlag, Begründer der „Schulze-Delitzsch-Schriftenreihe“ sowie der „Ziller-Schriften“. Letztgenannte Publikationen sind auf der Homepage des Österreichischen Genossenschaftsverbandes abrufbar.